# Lockheed CL-1201
Le Lockheed CL-1201 était un projet non réalisé dans les années 1960 d'avion à propulsion nucléaire militaire américain de très grande taille.

## Historique
Dans le contexte de la Guerre froide, Lockheed développe au milieu des années 1960 un projet particulièrement extravagant d'avion susceptible d'assurer des missions de porte-avions. La date d'abandon du projet n'est pas clairement évoquée, mais il se pourrait que la production de l'avion n'ait jamais été sérieusement envisagée, et ne constitue qu'un exercice d'ingénierie,.

## Caractéristiques envisagées

### Propulsion
La propulsion imaginée pour cet avion aurait été thermique, avec un circuit primaire de sodium réchauffant l'air entrant et le projetant vers l'arrière ; le réacteur envisagé était prévu pour disposer d'une puissance thermique de 1,83 GW. Une des caractéristiques principales de cette propulsion est de ne nécessiter que des ravitaillements à de très longs intervalles, soit mille heures de vol ou quarante-et-un jours.
Les phases de décollage et d'atterrissage auraient été conventionnelles, utilisant le carburant JP-5 ; néanmoins, la taille gigantesque de l'avion auraient nécessité 182 tuyères,.

### Dimensions
Les caractéristiques les plus révolutionnaires de cet engin auraient été ses dimensions gigantesques : une envergure envisagée de 1 120 pieds, soit 341 mètres, une longueur du fuselage de 560 pieds, soit 171 mètres, et une hauteur de 153 pieds, soit 47 mètres,,.

### Versions
Deux versions de l'avion sont envisagées : le CL-1201-1-1 et le CL-1201-1-3. Le premier, qualifié d'AAC pour Attack Aircraft Carrier, aurait porté onze avions de chasse sous chaque aile, plus deux dans le fuselage, soit vingt-quatre en tout. Le second, dit LSA pour Logistic Support Aircraft, aurait emmené jusqu'à quatre cents hommes et 1 150 tonnes de fret,.